# Legge di Bartholomae
La Legge di Bartholomae è uno dei primi cambiamenti fonetici delle lingue indoiraniche. Deve il suo nome a Christian Bartholomae (Forst ob Limmersdorf 1855 - Langeoog 1925) glottologo e iranista tedesco a cui si deve la più compiuta indagine delle Lingue iraniche antiche. In particolare si è occupato dei rapporti fra la Lingua avestica e delle iscrizioni degli Achemenidi e la lingua dei Veda. Sua opera massima è l'Altiranisches Wörterbuch (1904).

## Legge fonetica
La legge in particolare regola una trasformazione nella quale il primo membro di un nesso di ostruenti è una (sonora) aspirata. Da tale nesso si da una assimilazione di tipo: Dh+T->DDh. Questa regola è chiaramente visibile e largamente attestato in vari termini dell'indoiranico antico, non a caso le lingue studiate da Bartholomae. Al di fuori delle lingue di questa area si attestano casi isolati, e può essere rilevata per analogia dei paradigmi come nel avestico recente aoxta «disse» e il greco antico eũkto.

### Esempi
Tra gli esempi più evidenti troviamo:
- il sanscrito बुद्ध , da budh- «svegliare» + tá ->buddhá;
- indoiranico *augh- «parlare solennemente, dichiarare» + suffisso di 3ª persona singolare medio -ta -> l'avestico (gatico) aogədā «egli parlò»;
- la regola si applica anche alla s in *augh- + 2a persona singolare medio -sa-> indoiranico *augzh, avestico gatico aogəžā.
- la legge è alla base dei doppioni dei suffissi *-tro/*-dhro, *-tlo/*-dhlo, da cui il latino -trum/-brum, -culum/bulum.

### Dentale più dentale
Accade nell'indoeuropeo che si incontrino una dentale finale della radice e una dentale iniziale del morfema; ad esempio la desinenza di 3sg. *-ti,-t, l'aggettivo verbale *-to-, il suffisso di agente *-ter-. In questi casi veniva inserita una s tra le due dentali.
Ad esempio dall'IE *n̥-gwdedh-to- (lat. "in-exorabilis") nel quale gwdedh "pregare, supplicare". Per la legge di B. *-dh-t->*zdh,  connesso con l'Avestico ajasta <*ajazda-, ottenuto attraverso la stessa trasformazione.

## Fonti
- ENRICO CAMPANILE, BERNARD COMRIE, CALVERT WATKINS Introduzione alla lingua e alla cultura degli Indoeuropei, IlMulino, 2005. Estratto da le lingue indoeuropee, a cura di A.Giacalone Ramat e P.Ramat.
- Enciclopedia Treccani, Bartholomae, Christian.